# Lingua plicata

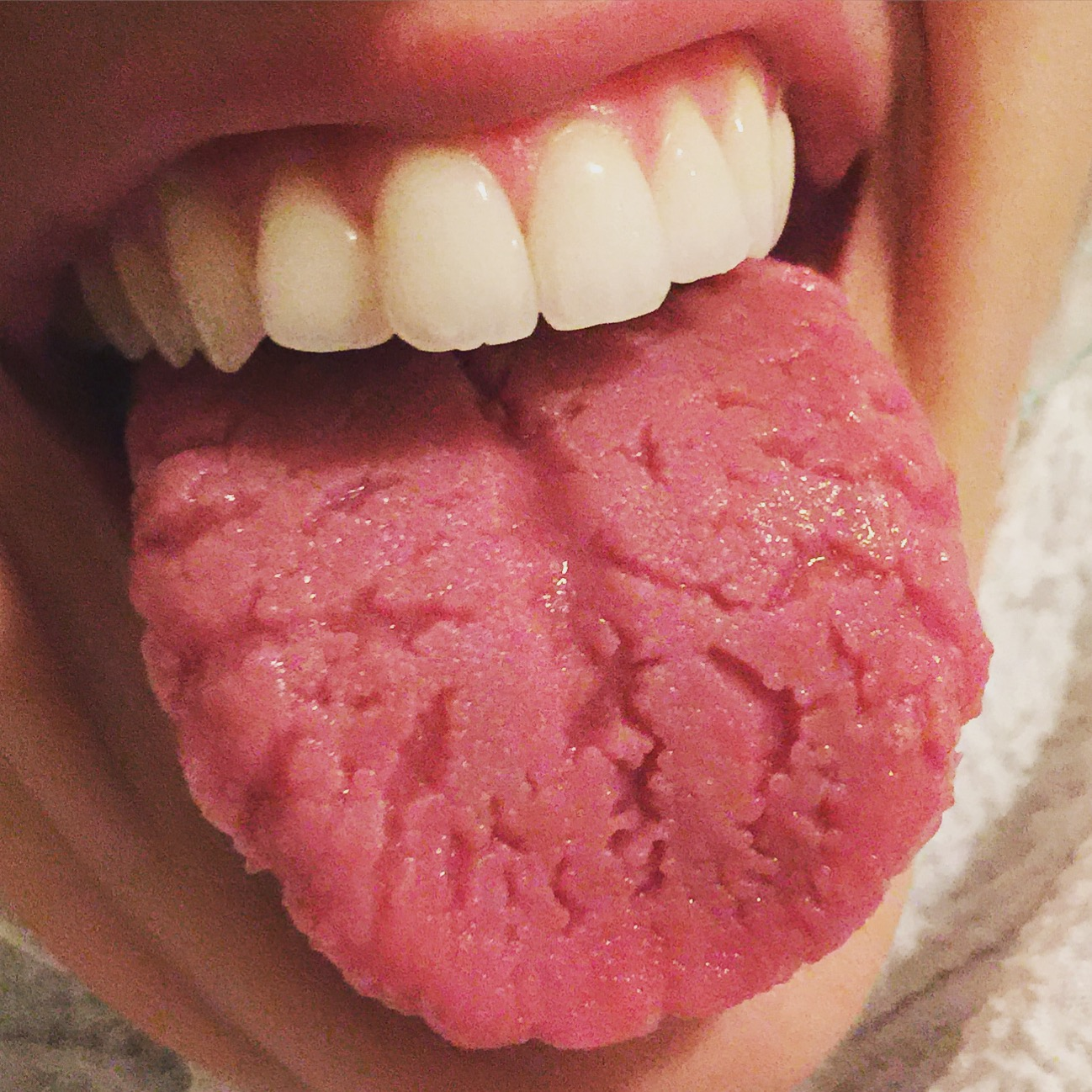
Lingua plicata

Die Lingua plicata (lat.: lingua ‚Zunge‘, plicare ‚falten‘; Synonyma: Faltenzunge, Kerbzunge, Furchenzunge, Lingua fissurata, Lingua scrotalis, Lingua dissecta, Lingua cerebelliformis) ist eine autosomal dominant vererbte Variante der Beschaffenheit der Zungenoberfläche, die durch eine verstärkte längs- und/oder querverlaufende Faltenbildung gekennzeichnet ist. Die Lingua plicata ist eine harmlose Normvariante, die keine funktionelle  Beeinträchtigung der Zunge bewirkt. Gelegentlich klagen Patienten über Zungenbrennen.
Die Lingua plicata tritt meist bei gesunden Personen auf (Prävalenz: 10 bis 15 %).  Im Allgemeinen manifestiert sich eine Lingua plicata nicht vor dem 4. Lebensjahr, die Häufigkeit der Entstehung nimmt bis Ende des 2. Lebensjahrzehnts ständig zu.
Sie wird selten im Zusammenhang mit dem Melkersson-Rosenthal-Syndrom (mit gleichzeitiger Fazialislähmung und Cheilitis granulomatosa) diagnostiziert. Sie wird auch bei vielen Patienten mit Down-Syndrom beobachtet. Bei Patienten mit  Schuppenflechte kann sie als orale Manifestation auftreten. In 10 % der Fälle ist die Lingua plicata mit der Lingua geographica vergesellschaftet.
Die Faltenzunge ist manchmal ein Symptom beim Cowden-Syndrom und beim Sjögren-Syndrom.

## Differentialdiagnostik
Im Einzelnen sollte man u. a. an eine Psoriasis vulgaris, eine Perniziöse Anämie, das Sjögren-Syndrom, das Melkersson-Rosenthal-Syndrom, das Pierre-Robin-Syndrom, eine Trisomie 21 oder auch an eine Akromegalie gedacht werden.
Differentialdiagnostisch ist auch an Glossitis interstitialis syphilitica und an Lichen ruber planus und Septische Granulomatose zu denken.

## Therapie
Bei gesunden Patienten ist keine Behandlung notwendig. Sollten sich die Furchen durch Nahrungsreste und Bakterien entzünden oder Mundgeruch auftreten, ist eine regelmäßige Reinigung mit einem Zungenreiniger empfehlenswert. Ansonsten erfolgt eine Therapie der Grunderkrankung.